# Svarttry
Svarttry (Lonicera nigra) är en kaprifolväxtart som beskrevs av Carl von Linné. Enligt Catalogue of Life ingår Svarttry i släktet tryar och familjen kaprifolväxter, men enligt Dyntaxa är tillhörigheten istället släktet tryar och familjen kaprifolväxter. Arten förekommer tillfälligt i Sverige, men reproducerar sig inte. Inga underarter finns listade i Catalogue of Life.

## Bildgalleri

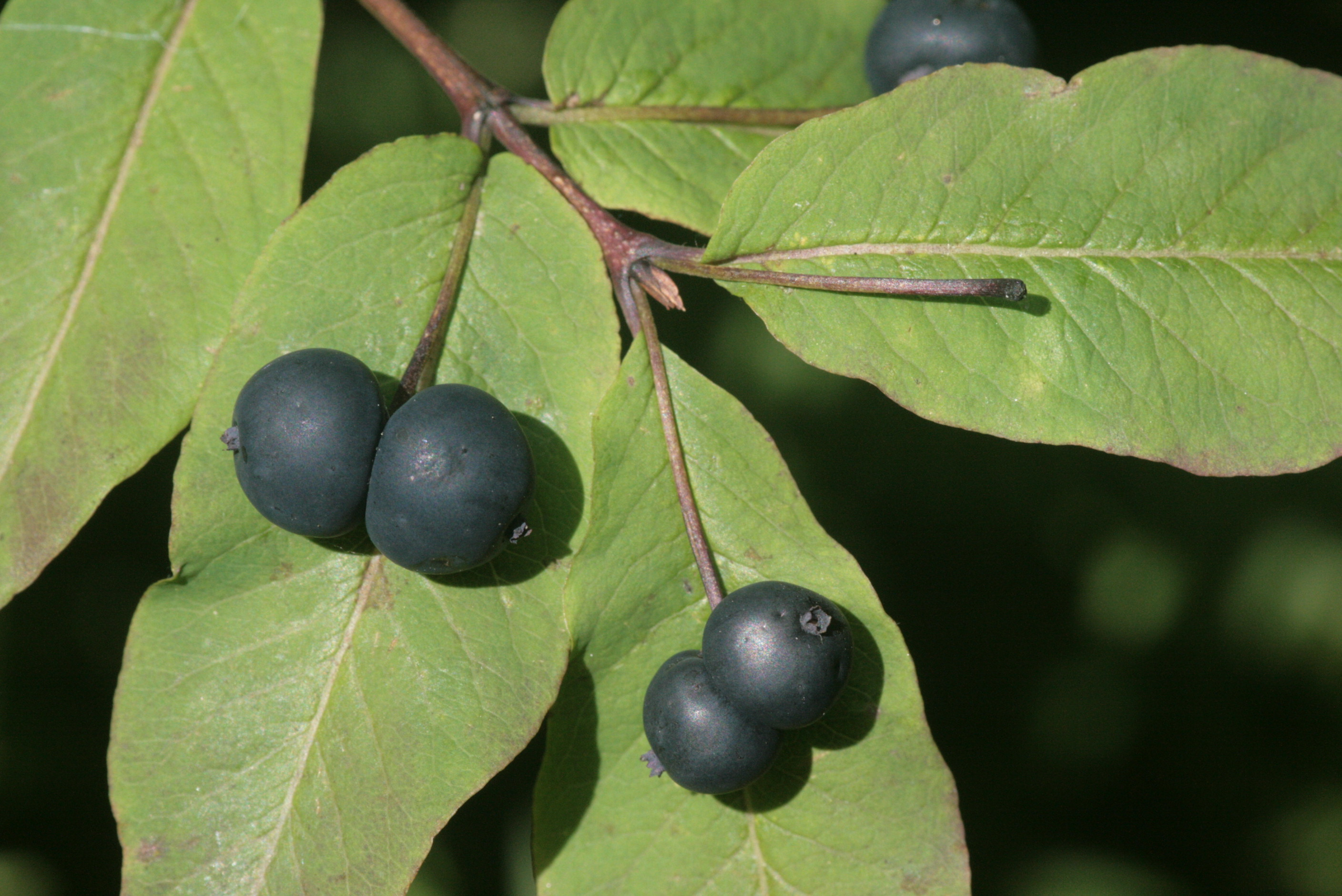
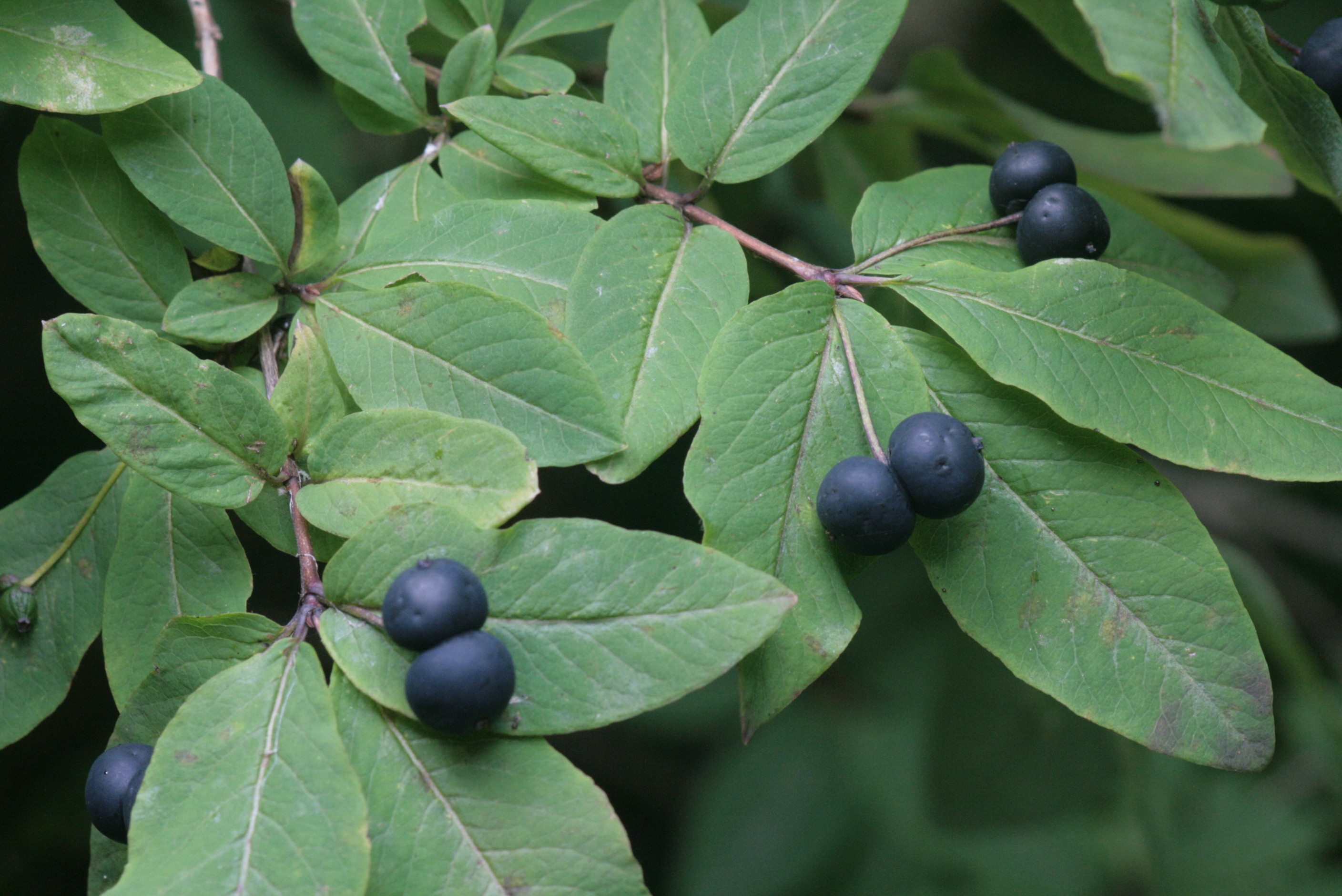
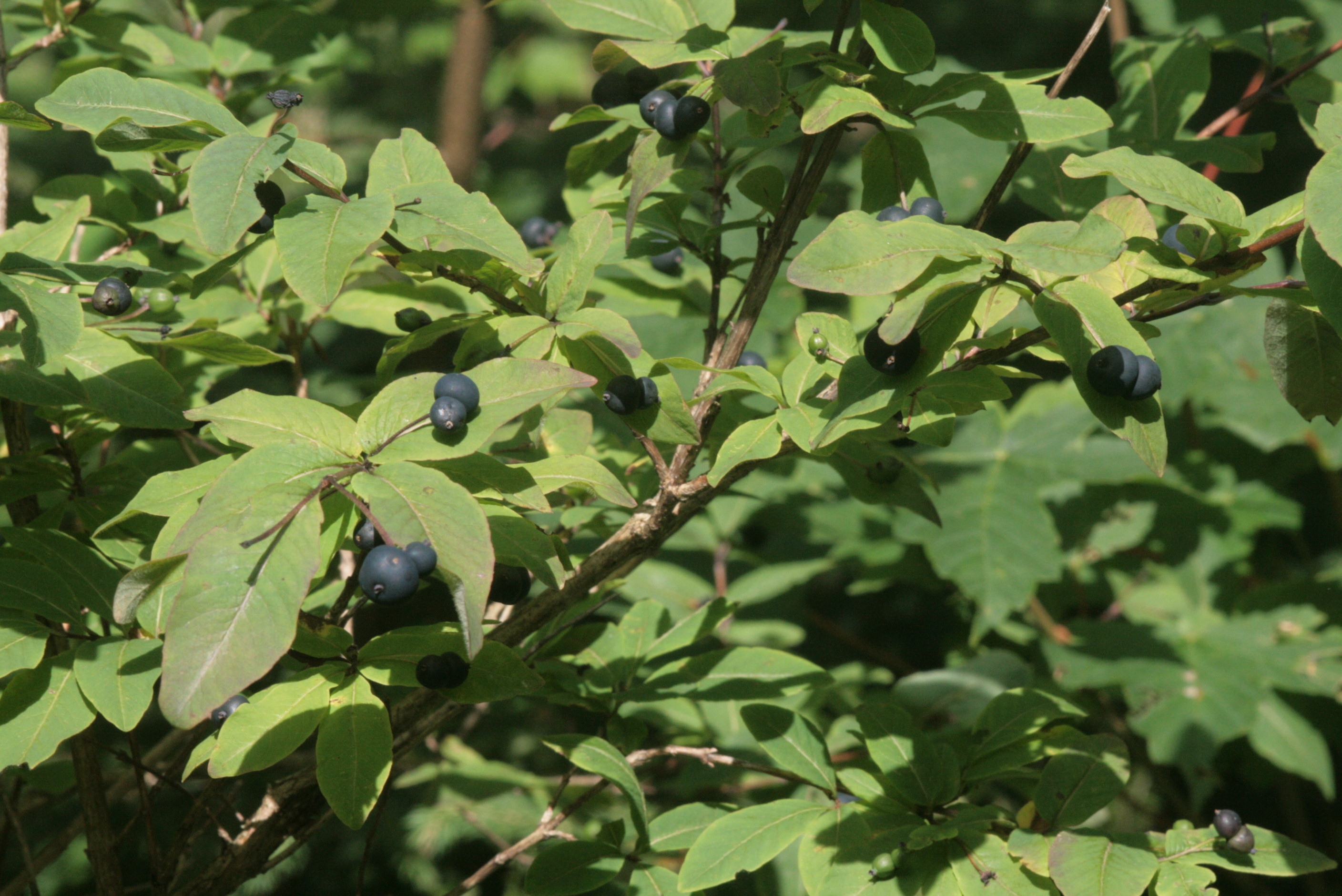
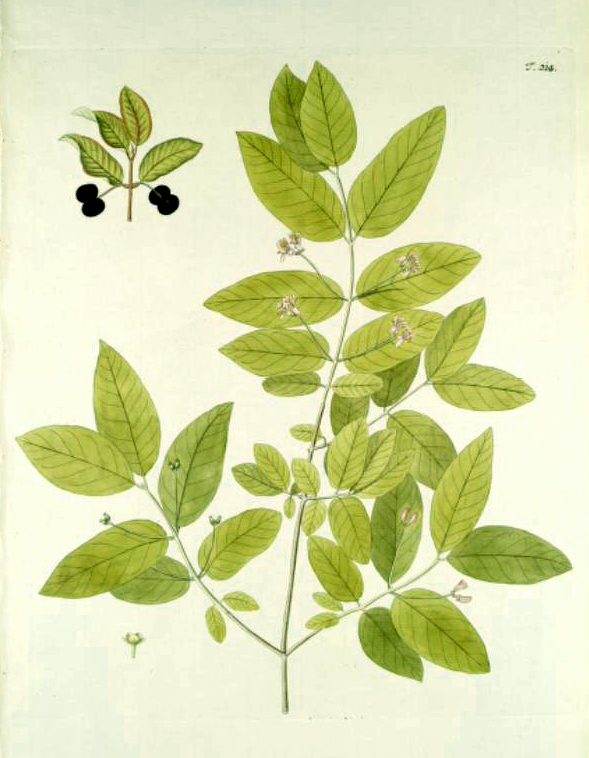
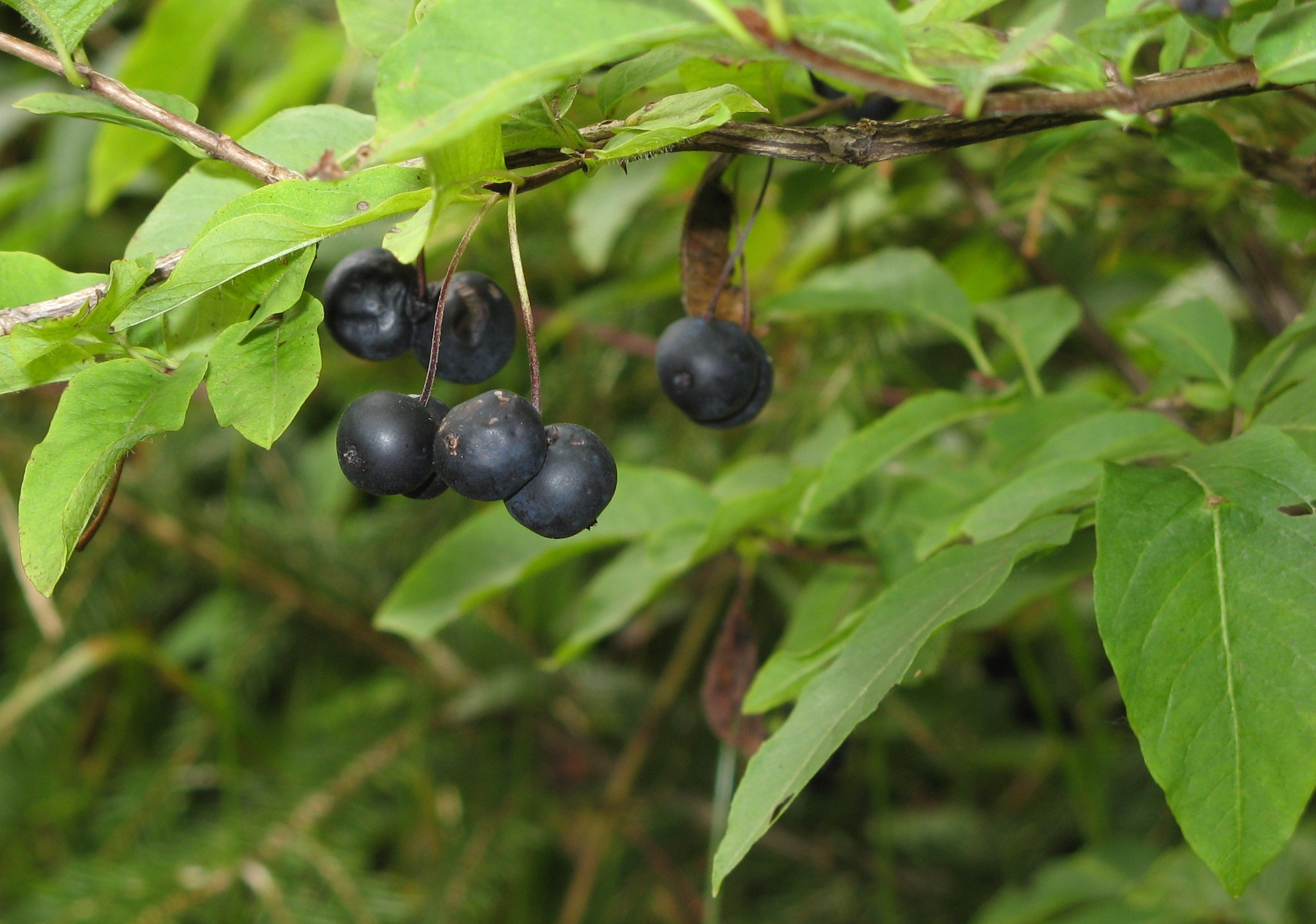
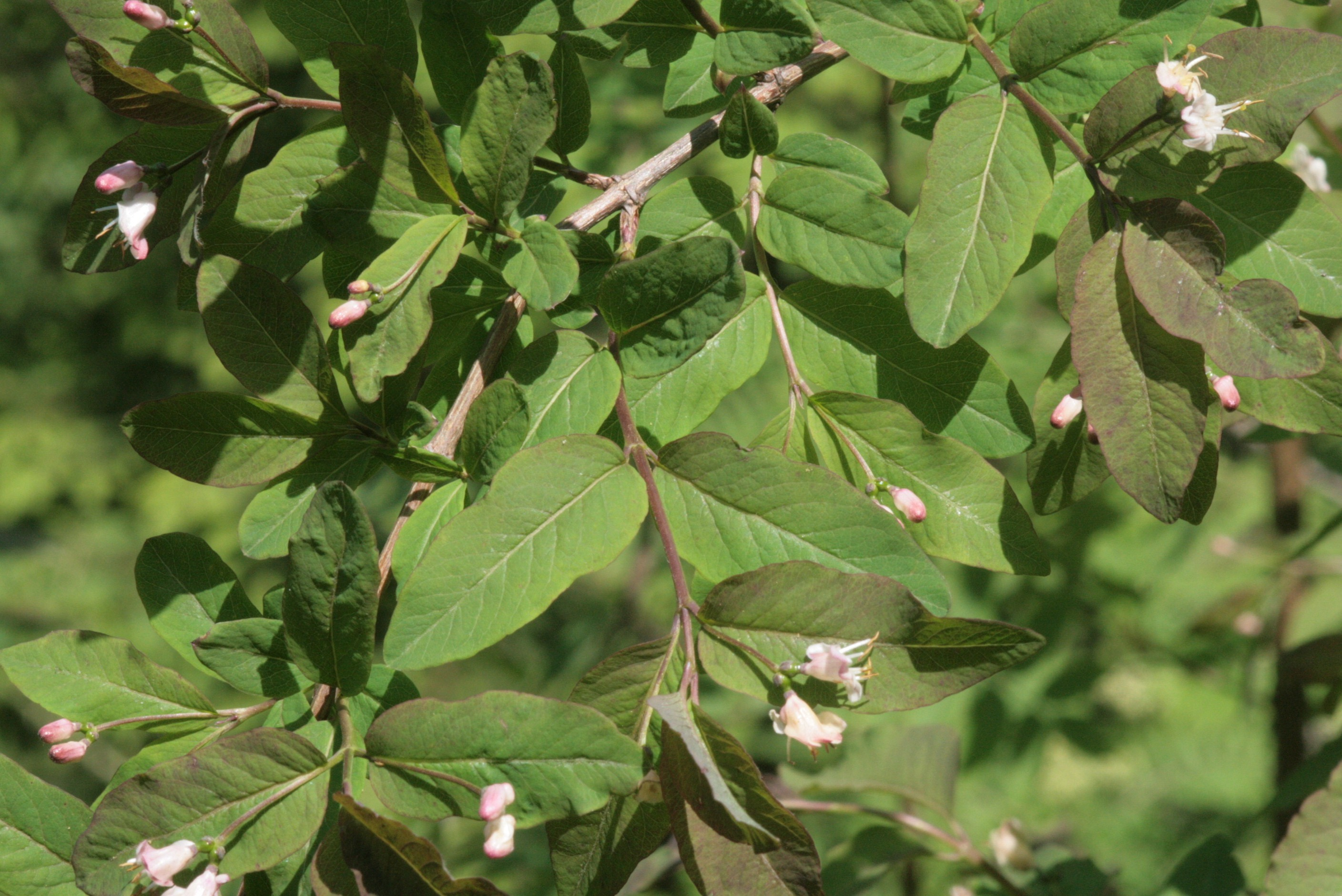